# St.-Jacobi-Kirche (Berlin)

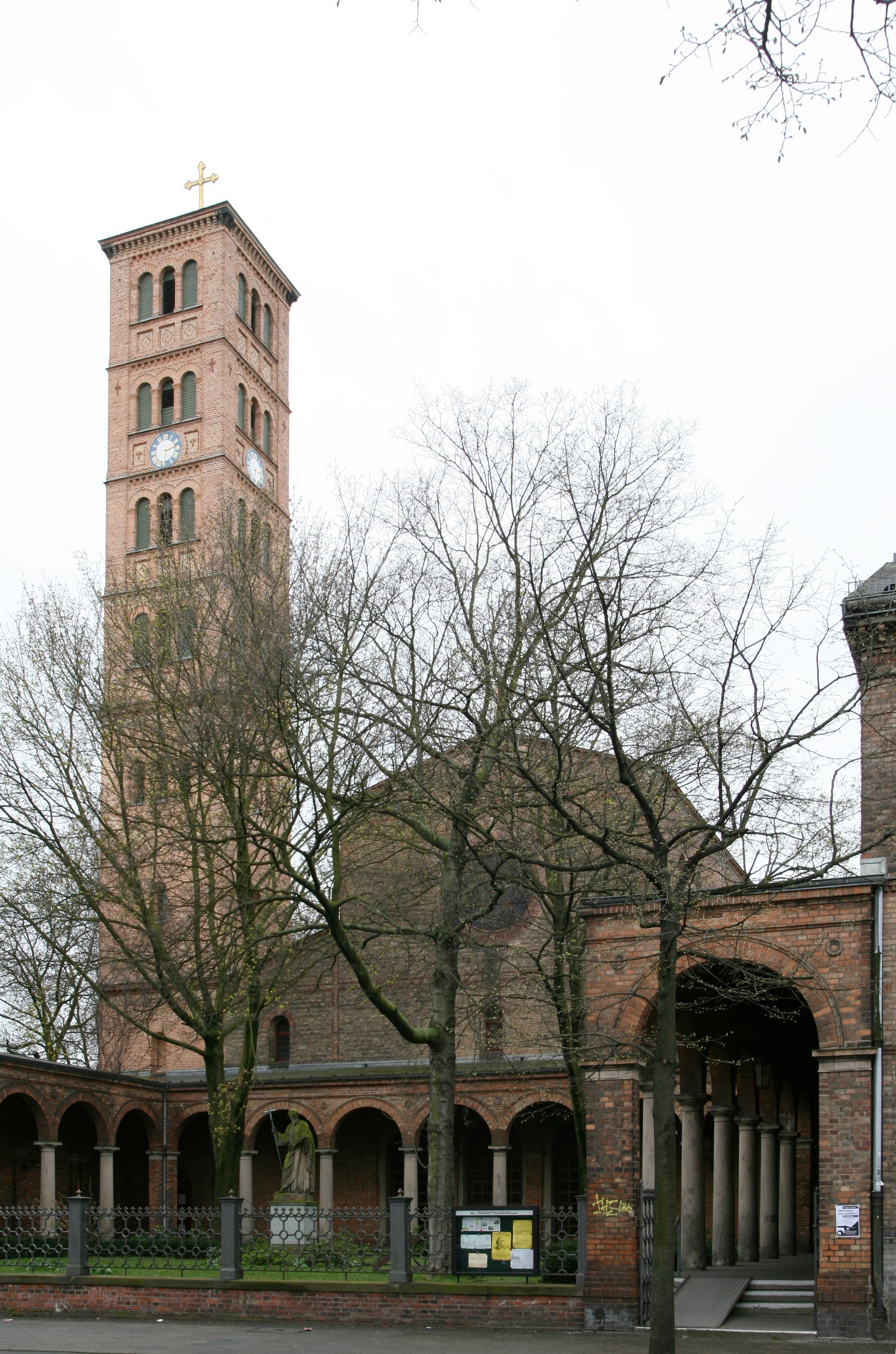
St.-Jacobi-Kirche

Die St.-Jacobi-Kirche des Kirchenkreises Berlin Stadtmitte ist eine 1844/1845 im Stil einer altchristlichen Basilika erbaute evangelische Kirche im Berliner Ortsteil Kreuzberg in der Oranienstraße 132–134.

## Name
In alten Bauplänen ist das Kirchengebäude mit Neue Louisenstadtkirche ausgewiesen. König Friedrich Wilhelm IV. als Patron verlieh der Kirche ihren Namen, in Anlehnung an das Jakobs-Hospital, ein Altenheim der Petri-Gemeinde an der Alten Jakobstraße, der ältesten Straße im neuen Gemeindegebiet. Der Bezug auf die biblische Gestalt Jakobus der Ältere ergibt sich aus theologischen Erwägungen, deren Ergebnis durch die Skulptur von Emil Hopfgarten im Kolonnadenhof gestützt wird.

## Geschichte

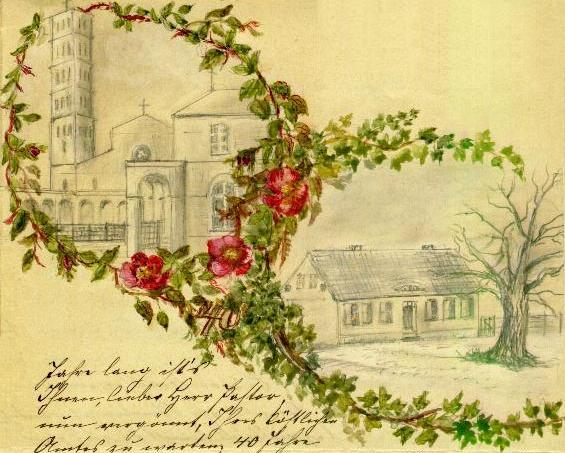
St.-Jacobi-Kirche und Pfarrhaus
Zeichnung von Therese Brandin

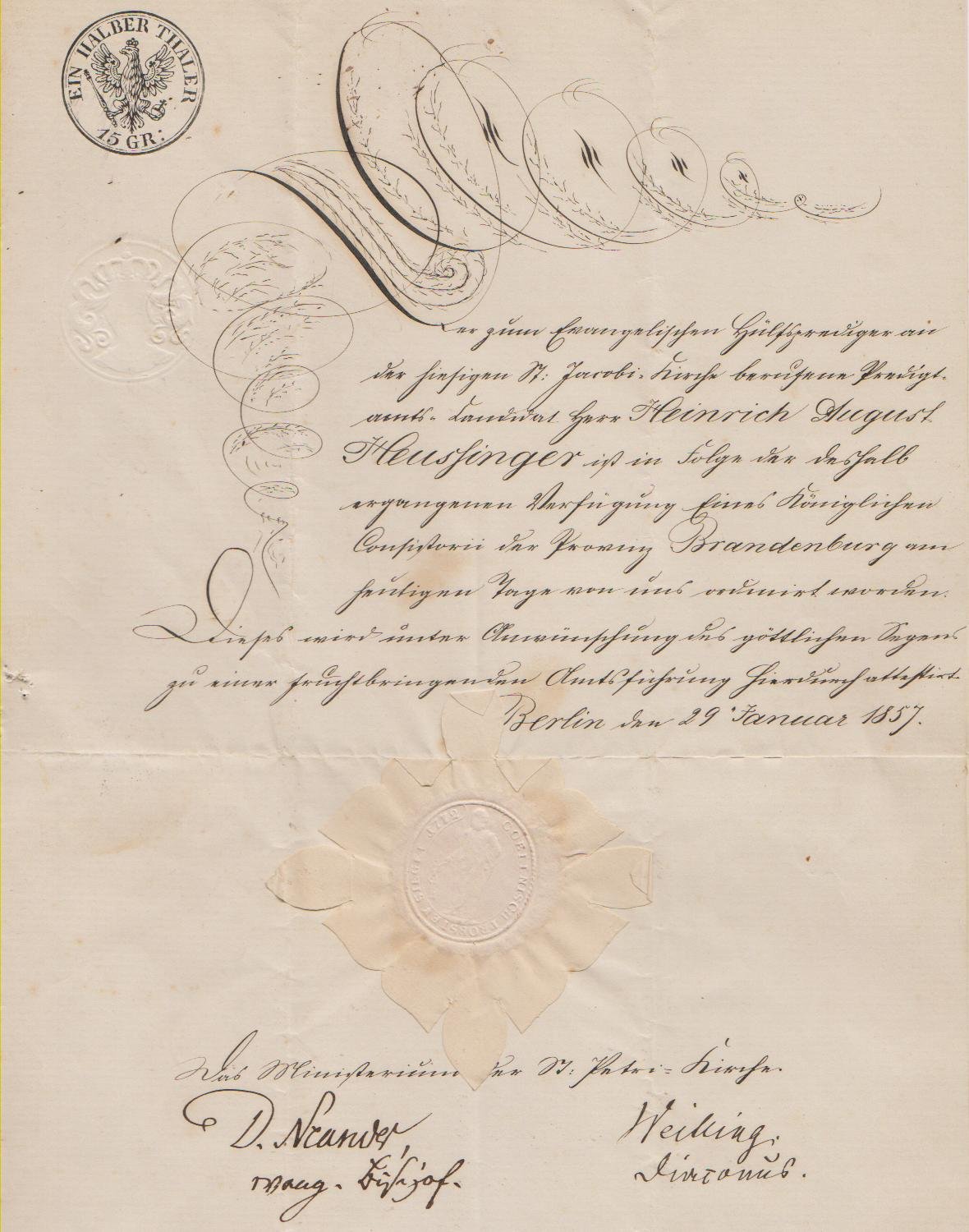
Ordination durch Bischof Neander, 1857

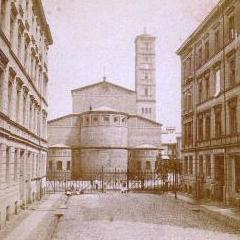
St.-Jacobi-Kirche, 19. Jahrhundert

Die Oranienstraße führte in den 1840er Jahren durch ein gerade entstehendes Vorstadtviertel, die Luisenstadt. 1843 wurde die St.-Jacobi-Kirchengemeinde von der Luisenstadt-Gemeinde abgetrennt; es war die erste Teilung innerhalb Berlins, die erst nach langwierigem Kampf und Widerstand durchgesetzt wurde. Die weitere Ausdehnung des Gemeindebezirks und die ständig zunehmende Bevölkerungszahl machten diese jedoch notwendig.
Im Jahr 1843 wurde unter der Federführung Pfarrer Bachmanns, der von der Luisenstadt-Gemeinde in die St.-Jacobi-Parochie wechselte, der Kirchbauverein gegründet. Als Bauplatz war der Waldeckplatz, ein damals schon geschlossener Kirchhof der St.-Petri-Gemeinde, vorgesehen. Die Petri-Gemeinde stellte dieses Gelände jedoch nicht zur Verfügung. So erwarb der Bauverein mit Mitteln des Königs Friedrich Wilhelm IV. für 26.000 Reichstaler ein damals auf freiem Feld liegendes Kirchengrundstück. Am 2. Juli 1844 erfolgte die Grundsteinlegung in Anwesenheit des Königs sowie städtischer und staatlicher Behördenvertreter. Am 23. November 1844 fand das Richtfest des Kirchenrohbaus (unter Ausschluss des Turmes und des Atriums) statt. Bischof Daniel Amadeus Neander, altpreußischer General-Superintendent der Kurmark und Propst an St. Petri weihte das Gotteshaus am 5. Oktober 1845. Der Patron König Friedrich Wilhelm IV., seine Frau und andere Würdenträger reisten per Sonderzug aus Potsdam an. Anwesend waren ebenfalls Deputationen des Magistrats und der Stadtverordneten.

## Baustil
Die St.-Jacobi-Kirche ist ein Beispiel für die konsequente Anwendung des altchristlichen Bautyps der Basilika. Der Entwurf für diese frühchristlich byzantinische – das heißt italienisch-frühromanische – Kirche stammt vom Leiter der preußischen Oberbaudeputation, Friedrich August Stüler, dem Nachfolger Karl Friedrich Schinkels. Gustav Holtzmann wurde mit der Bauausführung betraut.
Es entstand eine Gesamtanlage mit einer dreischiffigen Basilika und einem an der nordwestlichen Ecke stehenden Campanile, mit Atrium und verbindenden Arkadengängen sowie symmetrischen Nebenbauwerken an der Straßenseite, die 1859 (Pfarrhaus) bzw. 1865/1866 (Predigerhaus) errichtet wurden.

## Inneres

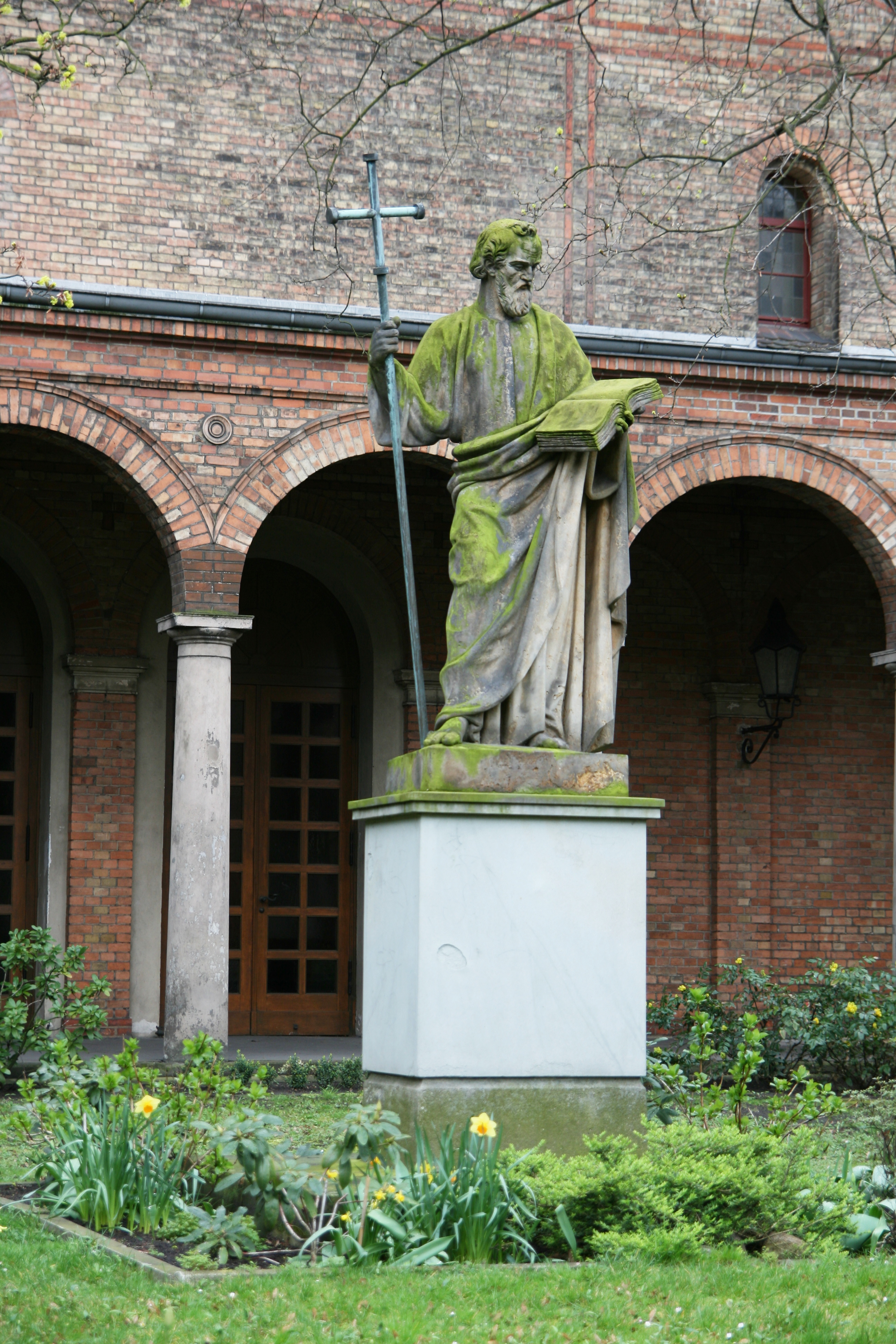
Statue des Kirchenpatrons

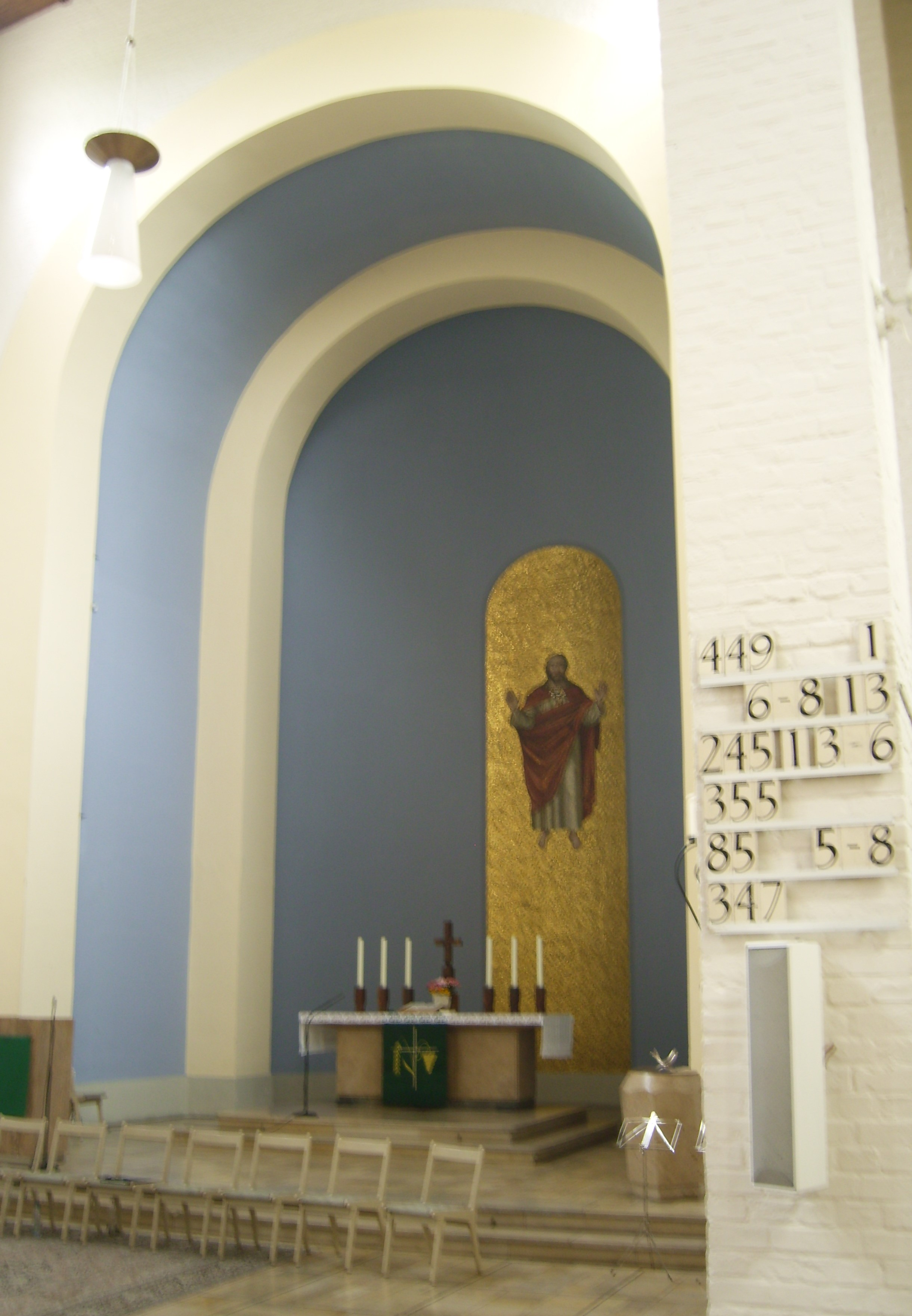
Blick auf den Altar

Ursprünglich wurde das Hauptschiff von Säulenreihen in zwei Geschossen übereinander getragen, von korinthischen und dorischen Säulen über und unter den Emporen, die die ganze Tiefe der Seitenschiffe ausfüllten. Zwei Reihen von Bibelsprüchen waren als Schmuck entlang der Innenwände der ganzen Kirche angebracht. Ein blaugrundiger Sternenhimmel schmückte die Apsis. 1882 wurde der Innenraum renoviert, 1906 erfolgte eine Umgestaltung. Das Gestühl, bisher in Längsrichtung, wurde in Richtung auf den neuen Standort der Kanzel umorientiert.
Die Apsis, in der sich der Altar und ein rundbogig gerahmtes Ölbild befanden, wurde unter der nun hell gestrichenen Einwölbung mit einem umlaufenden starkfarbigen Mosaik belegt, das den segnenden Jesus in der Mitte der Apostel Petrus, Paulus, Johannes und Jakobus zeigte.
Die im Atrium aufgestellte Sandsteinplastik, ein Werk des Berliner Bildhauers Emil Hopfgarten, war ein Geschenk des königlichen Patrons zur Einweihung 1845.

## Das Gotteshaus seit dem Wiederaufbau 1957 und die Gemeinde

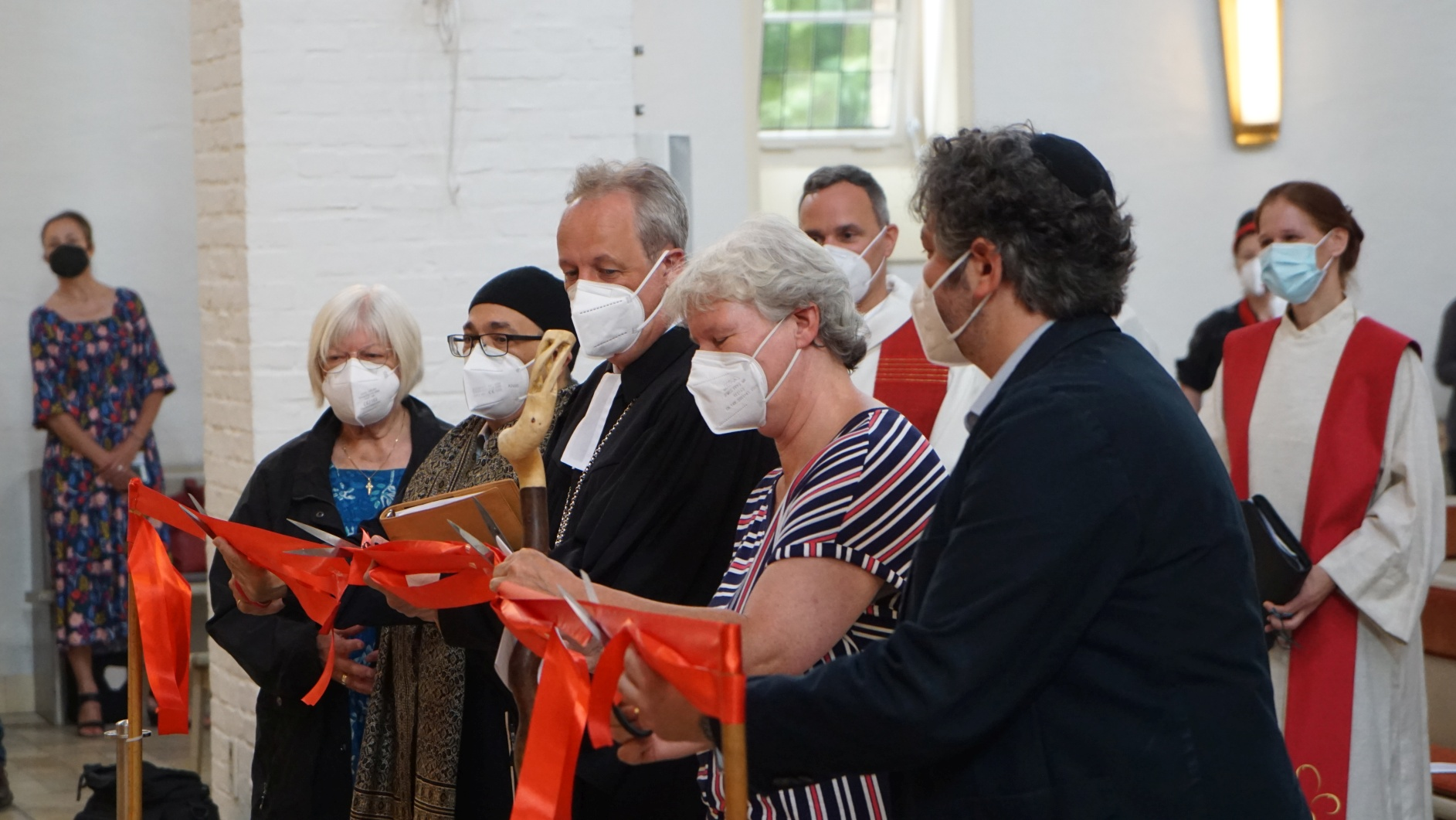
Durchschneiden des Roten Bandes, Eröffnung des Pilgerzentrums

Am 3. Februar 1945 wurde die Kirche bei einem alliierten Luftangriff zerstört. Leicht beschädigt erhalten blieben nur eines der Wohnhäuser, der Turm und das Atrium. Von 1947 bis 1957 fanden die Gottesdienste in einer neben der Ruine errichteten Notkirche statt. 1953 begann der Wiederaufbau mit der Beseitigung der Schäden am Campanile. Im April 1957 wurde die im Außenbau weitgehend originalgetreu wiederhergestellte Kirche geweiht.
Der Innenraum jedoch wurde von den verantwortlichen Architekten Paul Emmerich und dessen Sohn Jürgen stark vereinfacht: Die Emporen fehlen nun ganz, die Arkaden wurden auf Seitenschiffhöhe gebracht, die ohne Kapitell in Mauerpfeiler quadratischen Grundrisses übergehen. In der unzerstörten Apsis ist die Mosaikdarstellung des segnenden Christus erhalten geblieben.
Die St.-Jacobi-Kirchengemeinde wurde 1981 mit der geteilten Luisenstadt-Kirchengemeinde vereinigt. 2013 schlossen sich die Gemeinden der Melanchthonkirche, der Simeonkirche und der Jacobikirche zur Evangelischen Kirchengemeinde in Kreuzberg-Mitte zusammen. Am 1. August 2021 wurde in der St.-Jacobi-Kirche ein Pilgerzentrum eingeweiht. Der Pilgerprediger Thomas Knoll lud 2023 und 2024 je eine zehnte Klasse eines evangelischen Gymnasiums in die Kirche ein. Nach einer Einführung in die Geschichte des Bauwerks wurden die Schüler aufgefordert, Ideen für eine künftige Nutzung des Bauwerks zu erarbeiten. Im Jahr 2024 entstanden so fünf verschiedene Entwürfe, von denen einer beispielsweise den Wiedereinbau der Emporen vorsah, um dort ein Pilgercafé mit daran angeschlossener Bibliothek zu betreiben. Ein anderer Entwurf sah die Einrichtung einer Brauerei vor; zusätzlich sollte das Bauwerk Pilgern eine Übernachtungsmöglichkeit bieten. Die Entwürfe wurden im Dezember 2023 in der Kirche vorgestellt und im Jahr 2024 öffentlich ausgestellt.
Am 1. Januar 2022 ging die Evangelische Kirchengemeinde in Kreuzberg-Mitte in der Evangelischen Kirchengemeinde Kreuzberg auf.

## Orgel

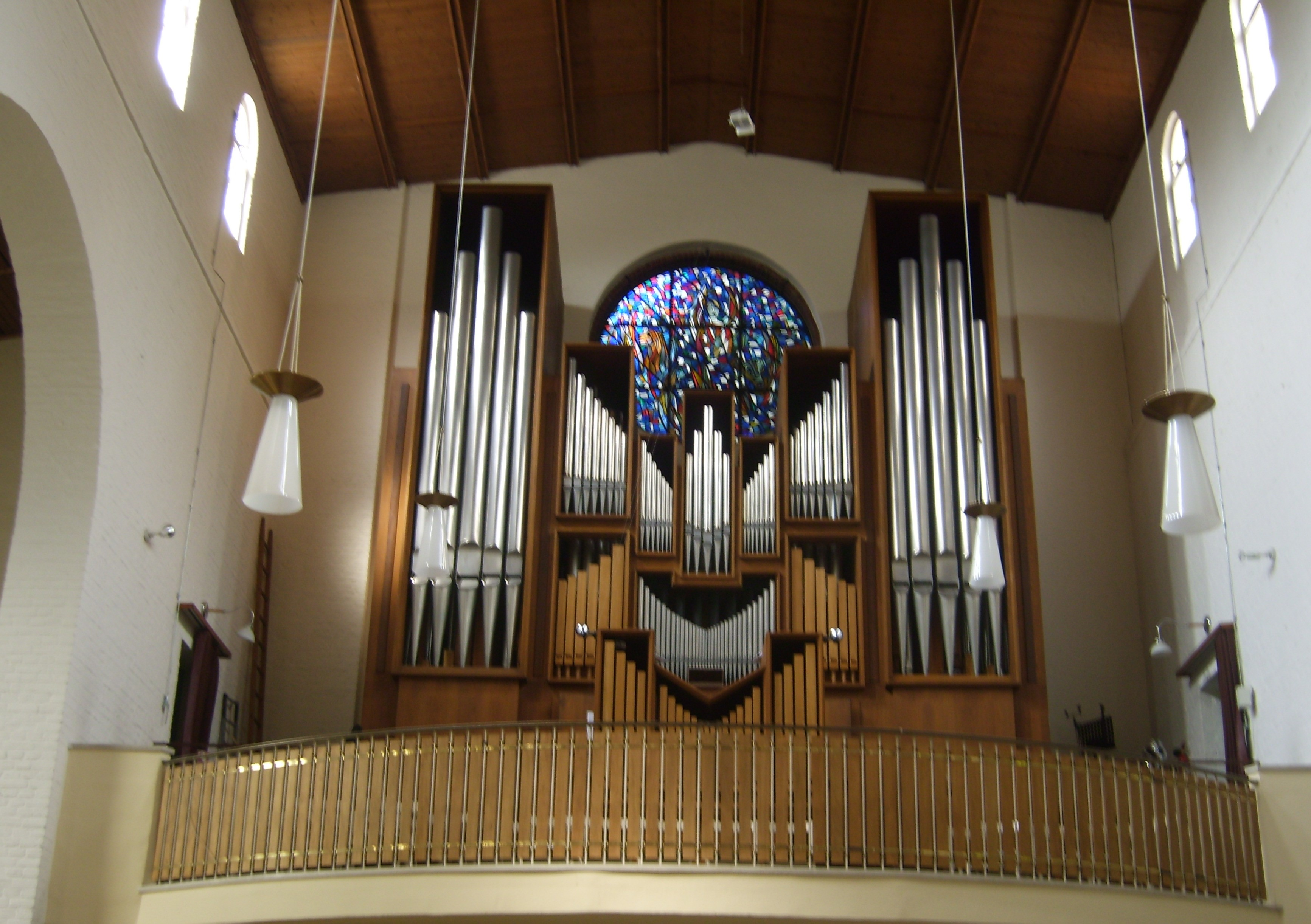
Orgelprospekt

Die Kirche wurde 1845 mit einer Orgel von Johann Friedrich Schulze aus Paulinzella ausgestattet, die zwei Manuale,  Pedal und 32 Register besaß. 1928 wurde dieses Instrument von E. Kemper & Sohn umgebaut im Sinne der Orgelbewegung, was sowohl große Begeisterung als auch heftige Ablehnung auslöste. 1945 wurde diese Orgel zerstört.
Die heutige Orgel wurde 1959 von der Werkstatt E. F. Walcker & Cie. gebaut. Die 40 Register des Instruments verteilen sich auf drei Manuale und Pedal. Die Spieltrakturen der Schleifladen sind mechanisch, die Registertrakturen sind elektropneumatisch. Die Disposition lautet:
| I Rückpositiv C– |                |       |
| 1.               | Gedackt        | 8′    |
| 2.               | Gemshorn       | 4′    |
| 3.               | Prinzipal      | 2′    |
| 4.               | Quinte         | 1 ⁄3′ |
| 5.               | Spitzflöte     | 1′    |
| 6.               | Terzzimbel III |       |
| 7.               | Krummhorn      | 8′    |

| II Hauptwerk C– |                  |         |
| 08.             | Pommer           | 16′     |
| 09.             | Prinzipal        | 08′     |
| 10.             | Rohrflöte        | 08′     |
| 11.             | Gemshorn         | 08′     |
| 12.             | Großnasard       | 05 1⁄3′ |
| 13.             | Oktave           | 04′     |
| 14.             | Blockflöte       | 04′     |
| 15.             | Quinte           | 02 ⁄3′  |
| 16.             | Schweizer Pfeife | 02′     |
| 17.             | Mixtur V–VI      |         |
| 18.             | Trompete         | 08′     |

| III Schwellwerk C– |              |         |
| 19.                | Koppelflöte  | 08′     |
| 20.                | Schwebung    | 08′     |
| 21.                | Prinzipal    | 04′     |
| 22.                | Nachthorn    | 04′     |
| 23.                | Hohlquinte   | 02 ⁄3′  |
| 24.                | Bachflöte    | 02′     |
| 25.                | Terz         | 01 3⁄5′ |
| 26.                | Quinte       | 01 ⁄3′  |
| 27.                | Scharff V    |         |
| 28.                | Dulcian      | 16′     |
| 29.                | Rohrschalmei | 08′     |

| Pedal C– |               |     |
| 30.      | Praestant     | 16′ |
| 31.      | Subbass       | 16′ |
| 32.      | Oktavbass     | 08′ |
| 33.      | Gedacktpommer | 08′ |
| 34.      | Rohrpfeife    | 04′ |
| 35.      | Spillflöte    | 02′ |
| 36.      | Mixtur VI     |     |
| 37.      | Bombarde      | 32′ |
| 38.      | Posaune       | 16′ |
| 39.      | Trompete      | 08′ |
| 40.      | Clairon       | 04′ |

- Koppeln: I/II, III/II, I/P, II/P, III/P
- Spielhilfen: zwei freie Kombinationen, Tutti, Einzelabsteller, Crescendowalze